# Metro w Nowym Jorku
Metro w Nowym Jorku (ang. New York City Subway) – system podziemnej kolei miejskiej w Nowym Jorku. Ma najwięcej na świecie stacji – 472, a także najwięcej na świecie linii metra – 27. Ich łączna długość to 394 km i 1112 km długości toru. Dziennie przewozi ok. 5,65 mln osób (2016). Jest czwartą siecią metra na świecie pod względem rocznej liczby przewożonych pasażerów (ok. 1,8 miliarda pasażerów w 2016) oraz drugą najstarszą w USA (starsze jest tylko metro w Bostonie).
Metro nowojorskie jest jednym z trzech na świecie, które całodobowo są dostępne dla pasażerów. Opłaty za przejazd dokonuje się za pomocą karty MetroCard lub systemu OMNY. Współpracująca z metrem nowojorskim sieć Port Authority Trans-Hudson łączy Manhattan z Jersey City, Hoboken, Harrison oraz Newark, składa się ona z 22,2 km torów.

## Historia
Pierwszą linię metra w Nowym Jorku otwarto 27 października 1904 roku. Nazywała się Ninth Avenue Line i została zamknięta w 1958 r. Jej właścicielem była spółka Interborough Rapid Transit Company (IRT). Po pewnym czasie pojawił się na rynku konkurent Brooklyn Rapid Transit Company (BRT), który zmienił później nazwę na Brooklyn-Manhattan Transit Corporation (BMT), który budował głównie metro na Brooklynie. W 1932 roku powstała pierwsza linia budowana przez miasto, a tym samym powstało jeszcze jedno przedsiębiorstwo zajmujące się metrem w Nowym Jorku: Independent Subway System (IND). W 1953 roku powstał The New York City Transit Authority, który przejął zarząd nad całą komunikacją w mieście, w tym nad metrem. Od tej pory był tylko jeden właściciel metra, dzięki czemu łatwiej jest nim podróżować (np. wcześniej nie można było przechodzić pomiędzy stacjami różnych właścicieli nie wychodząc na powierzchnię). W 1968 r. nad The New York City Transit Authority przejął zarząd Metropolitan Transportation Authority (MTA) i zarządza metrem do dzisiaj.

## Rekordy
- 23 września 2014 pobity został rekord – od kiedy prowadzone są dobowe statystyki (1985) – dziennego przewozu pasażerów, który wyniósł ponad 6 mln pasażerów. We wrześniu 2014 z szybkiej kolei miejskiej w Nowym Jorku skorzystało blisko 150 mln ludzi, był to najwyższy wynik od ponad 60 lat[8].

## Linie metra w Nowym Jorku

Schemat nowojorskiego metra w dzień

Schemat nowojorskiego metra w nocy

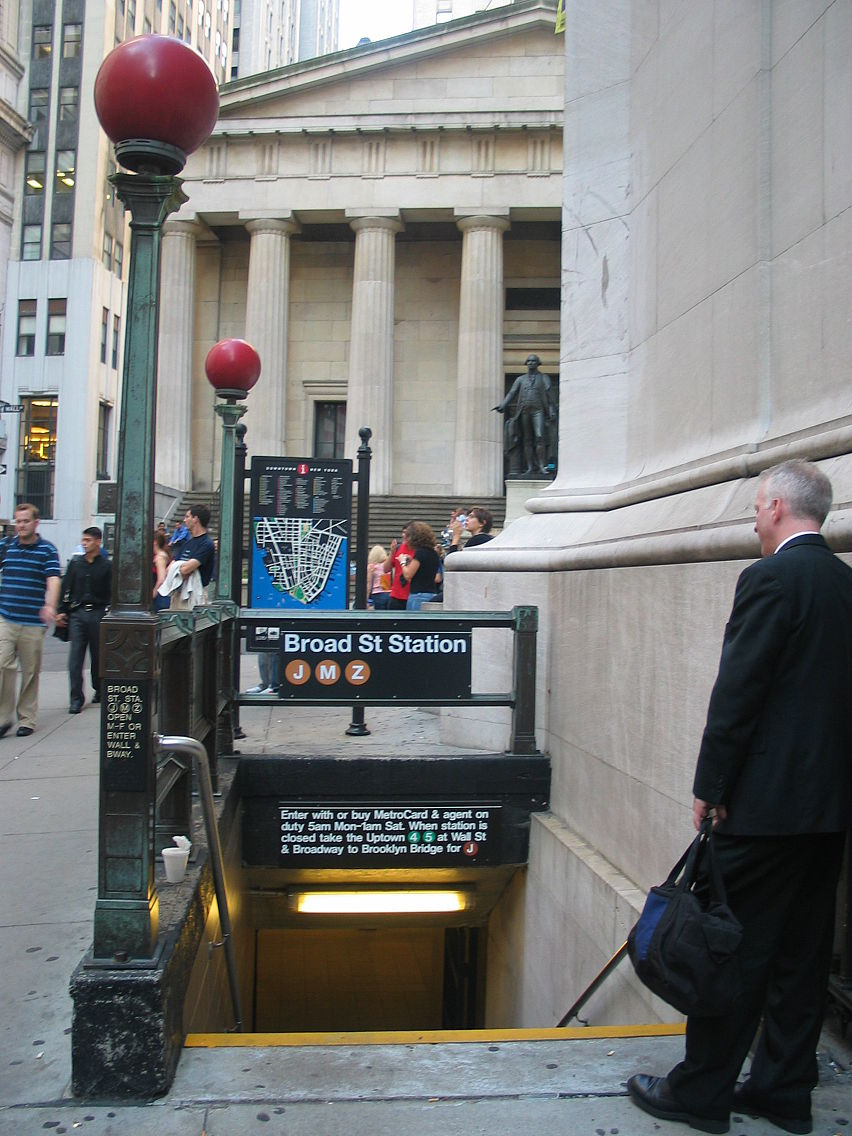
Schody prowadzące do stacji Broad Street, koło Wall Street

|  | Nazwa                                          | Trasa |
|  | ---------------------------------------------- | --- |
|  | Broadway–Seventh Avenue Local                  | Van Cortlandt Park–242nd Street ↔ South Ferry                                                               |
|  | Seventh Avenue Express                         | Wakefield–241st Street ↔ Flatbush Avenue–Brooklyn College/New Lots Avenue                                   |
|  | Seventh Avenue Express                         | Harlem–148 Street ↔ New Lots Avenue                                                                         |
|  | Lexington Avenue Express                       | Woodlawn ↔ Crown Heights–Utica Avenue/New Lots Avenue                                                       |
|  | Lexington Avenue Express                       | Eastchester–Dyre Avenue/Nereid Avenue ↔ Flatbush Avenue–Brooklyn College/New Lots Avenue                    |
|  | Lexington Avenue Local Pelham Bay Park Express | Pelham Bay Park/Parkchester ↔ Brooklyn Bridge–City Hall                                                     |
|  | Flushing Local Flushing Express                | Flushing–Main Street ↔ 34th Street–Hudson Yards                                                             |
|  | Eighth Avenue Express                          | Inwood–207 Street ↔ Ozone Park–Lefferts Boulevard/Far Rockaway–Mott Avenue/Rockaway Park–Beach 116th Street |
|  | Sixth Avenue Express                           | Bedford Park Boulevard/145th Street ↔ Brighton Beach                                                        |
|  | Eighth Avenue Local                            | 168th Street ↔ Euclid Avenue                                                                                |
|  | Sixth Avenue Express                           | Norwood–205th Street ↔ Coney Island–Stillwell Avenue                                                        |
|  | Eighth Avenue Local                            | Jamaica Center–Parsons/Archer ↔ World Trade Center                                                          |
|  | Queens Boulevard Express/Sixth Avenue Local    | Jamaica–179th Street ↔ Coney Island–Stillwell Avenue                                                        |
|  | Brooklyn-Queens Crosstown                      | Court Square ↔ Church Avenue                                                                                |
|  | Nassau Street Local                            | Jamaica Center–Parsons/Archer ↔ Broad Street                                                                |
|  | 14th Street–Canarsie Local                     | Eighth Avenue ↔ Canarsie–Rockaway Parkway                                                                   |
|  | Queens Boulevard/Sixth Avenue Local            | Forest Hills–71st Avenue ↔ Middle Village–Metropolitan Avenue                                               |
|  | Broadway Express                               | Astoria–Ditmars Boulevard/96th Street ↔ Coney Island–Stillwell Avenue                                       |
|  | Second Avenue/Broadway Express/Brighton Local  | 96th Street ↔ Coney Island–Stillwell Avenue                                                                 |
|  | Broadway Local                                 | Forest Hills–71st Avenue ↔ Bay Ridge–95th Street                                                            |
|  | 42nd Street Shuttle                            | Times Square ↔ Grand Central                                                                                |
|  | Franklin Avenue Shuttle                        | Franklin Avenue ↔ Prospect Park                                                                             |
|  | Rockaway Park Shuttle                          | Broad Channel ↔ Rockaway Park–Beach 116th Street                                                            |
|  | Second Avenue Local                            | 125th Street ↔ Hanover Square (W 2011 roku w trakcie budowy)                                                |
|  | Broadway Local                                 | Astoria–Ditmars Boulevard ↔ Whitehall Street–South Ferry                                                    |
|  | Nassau Street Express                          | Jamaica Center–Parsons/Archer ↔ Broad Street                                                                |

## Wpływ zamachów z 11 września na metro nowojorskie
Stacja Cortlandt Street na Manhattanie została czasowo zamknięta z powodu gruzów, które po zawaleniu się wież zniszczyły część stacji. 

## Połączenia
- 60th Street Tunnel Connection (Queens)
- Chrystie Street Connection (Manhattan)

## Tabor
Według stanu na grudzień 2017 metro nowojorskie dysponuje flotą 6418 wagonów metra
| Oznaczenie | Lata budowy wykonawca                               | Zdjęcie | Numeracja                                                     | Obsługiwane linie     | Stacja techniczno-postojowa                  |
| ---------- | --------------------------------------------------- | ------- | ------------------------------------------------------------- | --------------------- | -------------------------------------------- |
| R44        | 1971-1972 St Louis Car Company                      |         | 388-466 - wszystkich 352 - 56 obsługuje Staten Island Railway | Staten Island Railway | - Clifton                                    |
| R46        | 1975-1978 Pullman Company                           |         | 5482-6258 - wszystkich 754 - używanych 752                    |                       | - Coney Island - Pitkin                      |
| R62        | 1983-1985 Kawasaki Heavy Industries                 |         | 1301-1625 - wszystkich 325 - używanych 315                    |                       | - Livonia                                    |
| R62A       | 1984-1987 Bombardier Transportation                 |         | 1651-2475 - wszystkich 825 - używanych 824                    |                       | - 240th Street - Corona - Mosholu            |
| R68        | 1986-1988 Westinghouse Electric Corporation, AMRail |         | 2500-2924 - wszystkich 425                                    |                       | - Concourse Coney Island                     |
| R68A       | 1988-1989 Kawasaki Heavy Industries                 |         | 5001-5200 - wszystkich 200                                    |                       | - Coney Island                               |
| R142       | 1999-2003 Bombardier Transportation                 |         | 1101-1250, 6301-7180 - wszystkich 1030                        |                       | - East 180th Street - 239th Street - Mosholu |
| R142A      | 1999-2004 Bombardier Transportation                 |         | 7211-7810 - wszystkich 600                                    |                       | - Mosholu - Westchester                      |
| R143       | 2001-2003 Kawasaki Heavy Industries                 |         | 8101-8312 - wszystkich 212 - używanych 208                    |                       | - East New York                              |
| R160A      | 2005-2010 Alstom                                    |         | 8313-8652, 8313-8652 8653-8712, 9233-9802 - wszystkich 1002   |                       | - East New York - Coney Island - Jamaica     |
| R160B      | 2005-2010 Kawasaki Heavy Industries                 |         | 8713-9232, 9803-9942 - wszystkich 660                         |                       | - Coney Island - Jamaica                     |
| R188       | 2010-2016 Kawasaki Heavy Industries                 |         | 7811–7898, 7899–7936 - wszystkich 506                         |                       | - Corona                                     |
| R179       | 2016-2019 Bombardier Transportation                 |         | 3010–3049, 3238–3327, 3050–3237 - wszystkich 318              |                       | - East New York - Pitkin                     |
| R211A      | 2021- Kawasaki Heavy Industries                     |         | 4060–4499 - wszystkich 460                                    |                       | - Pitkin                                     |
| R211T      | 2021- Kawasaki Heavy Industries                     |         | 4040–4059 - wszystkich 20                                     |                       | - Pitkin                                     |
| R211S      | 2021- Kawasaki Heavy Industries                     |         | 100–174 - wszystkich 75                                       | Staten Island Railway | - Clifton                                    |

## Galeria metra w Nowym Jorku

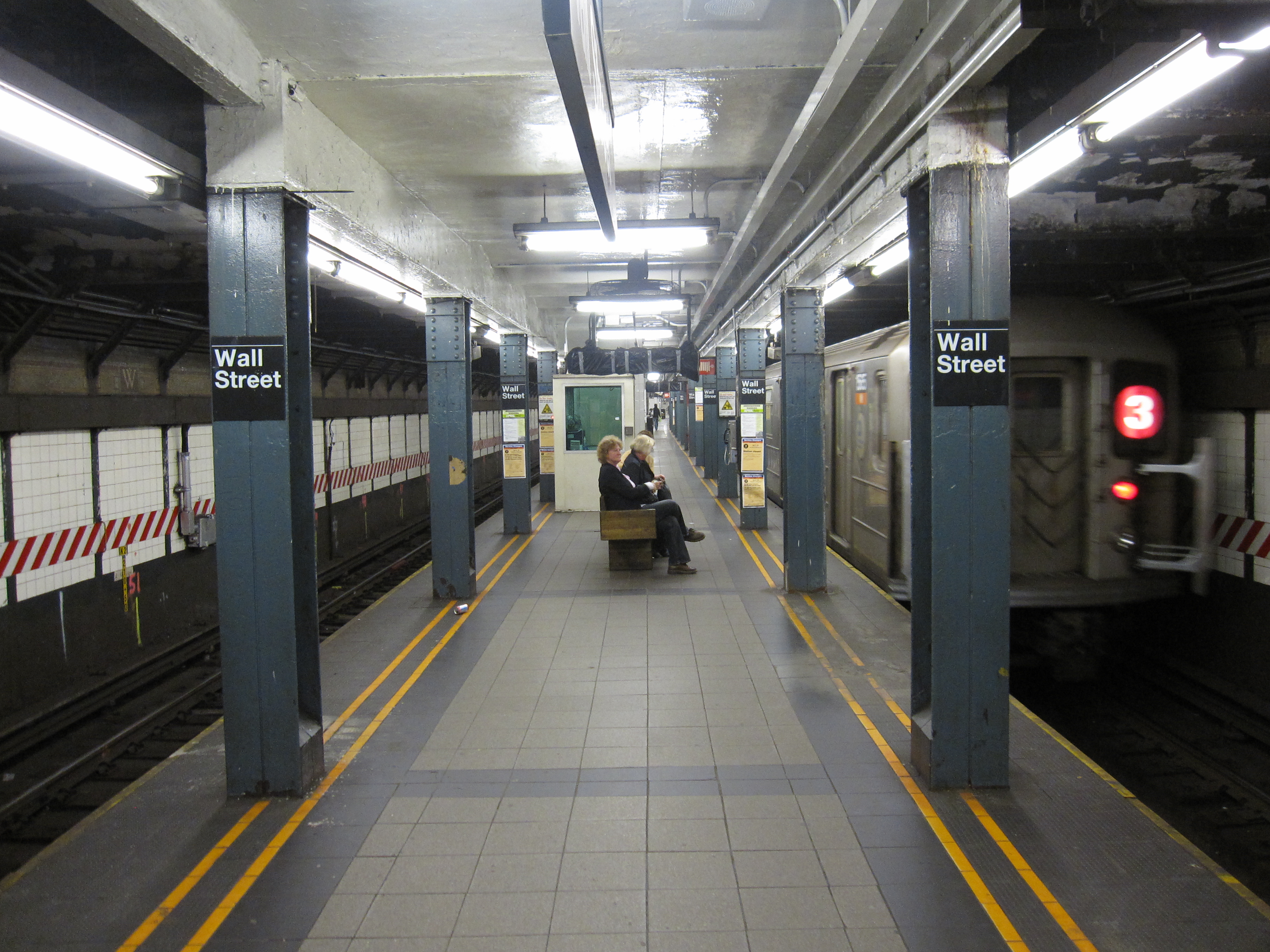
Stacja Wall Street na linii 7th Avenue (2010)
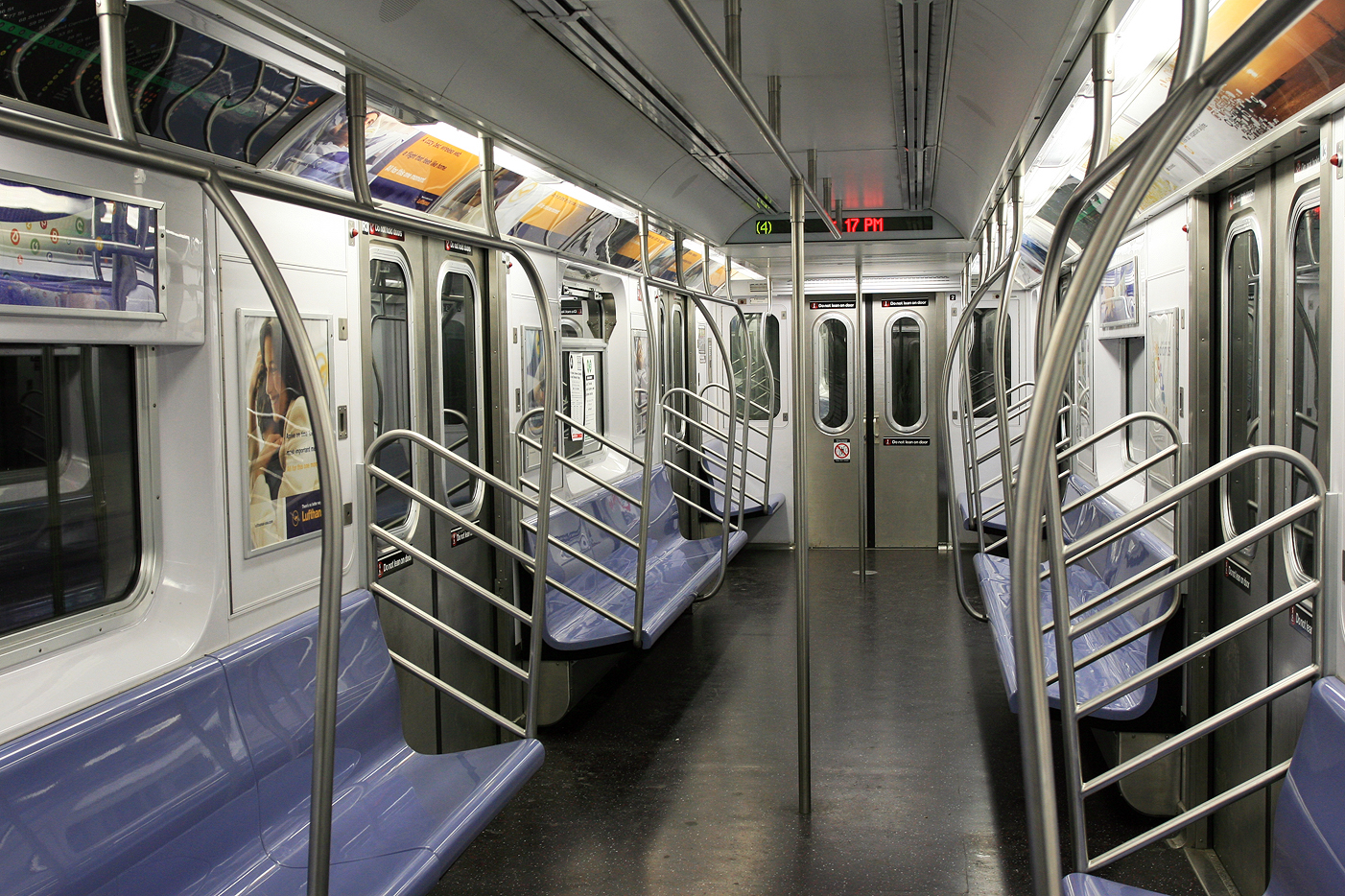
Pociąg metra w Nowym Jorku od wewnątrz
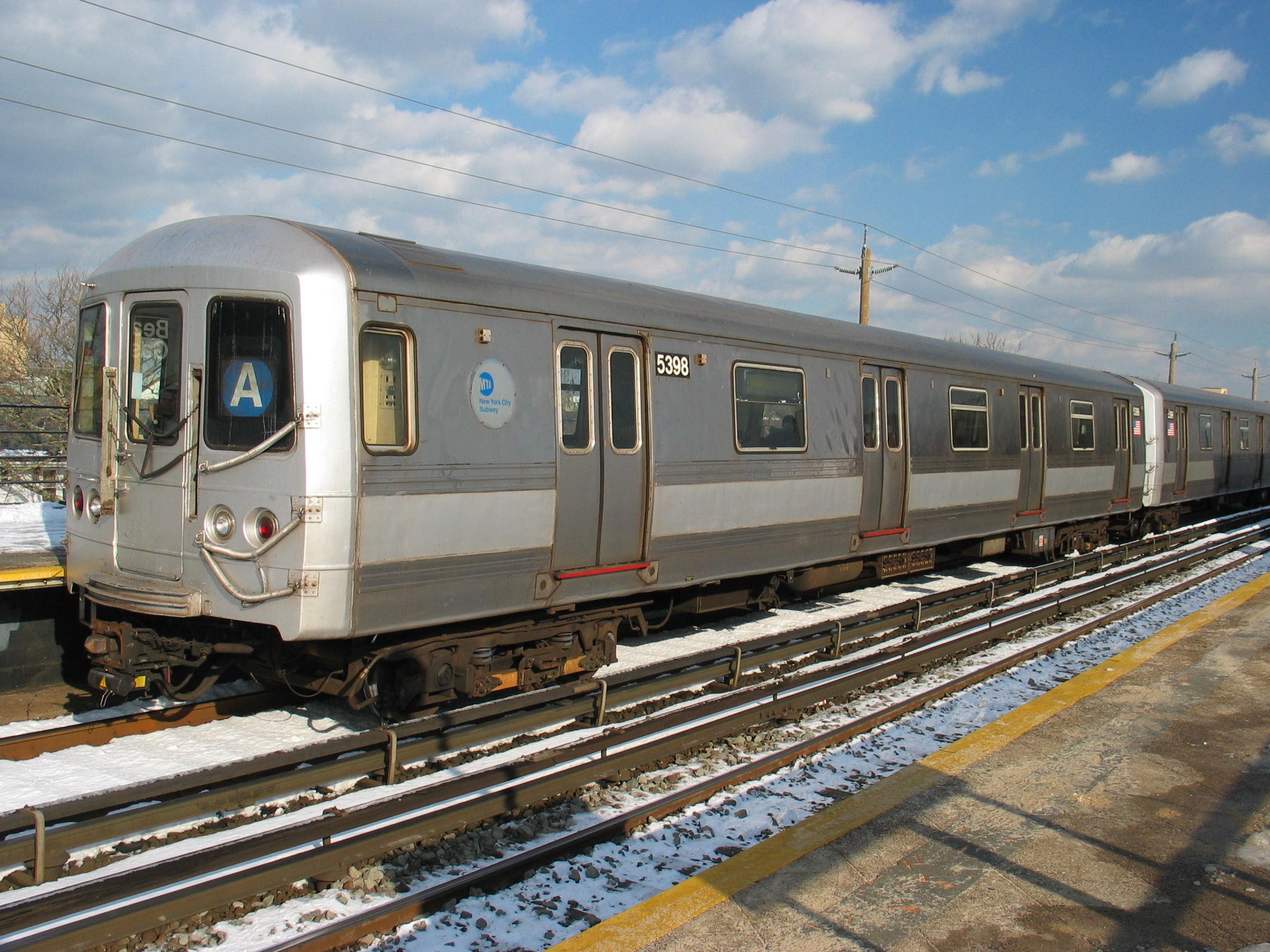
Pociąg metra od zewnątrz
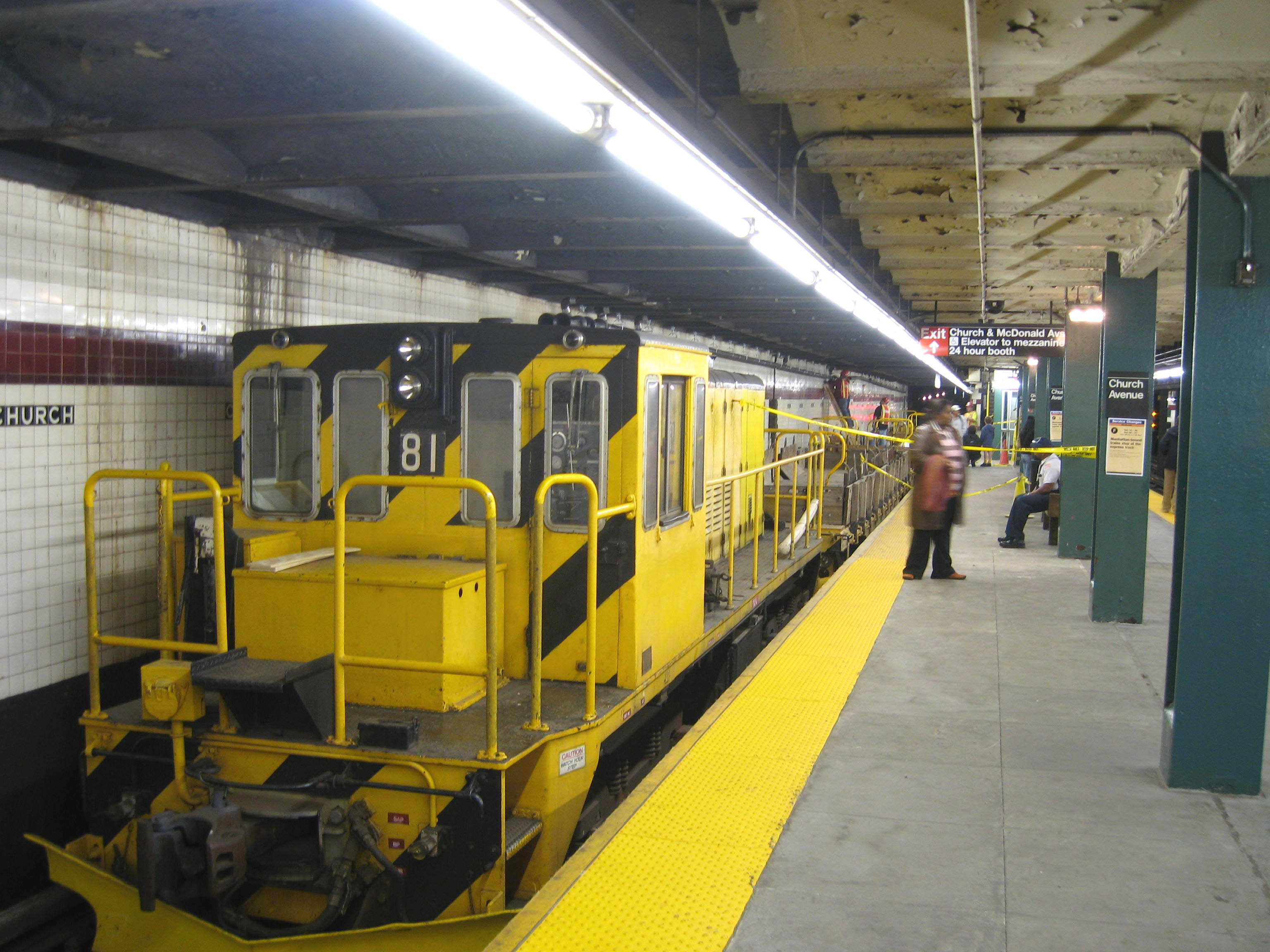
Pociąg roboczy na trasie linii F. Stacja Church Avenue (IND Culver Line)
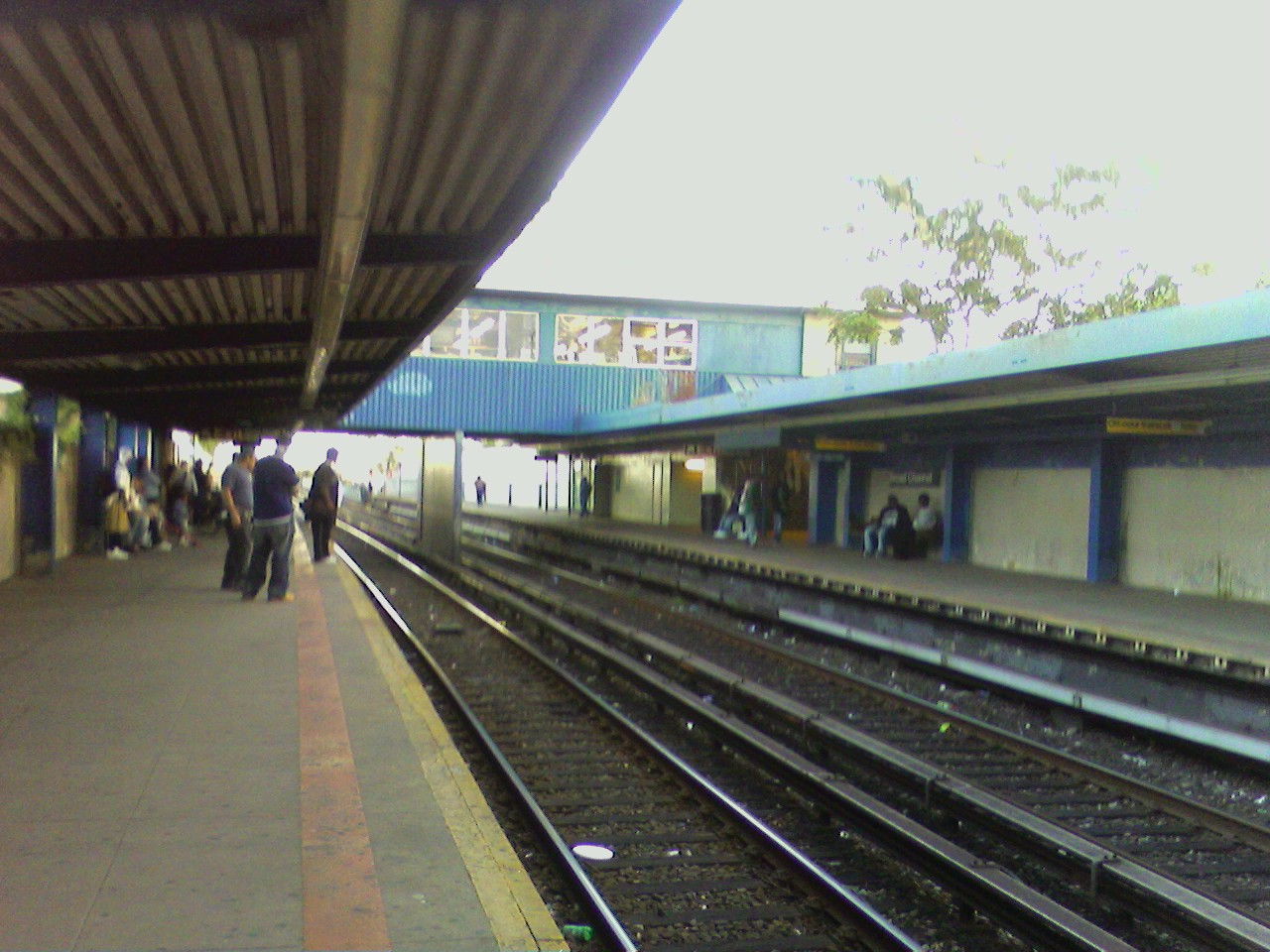
Stacja Broad Channel
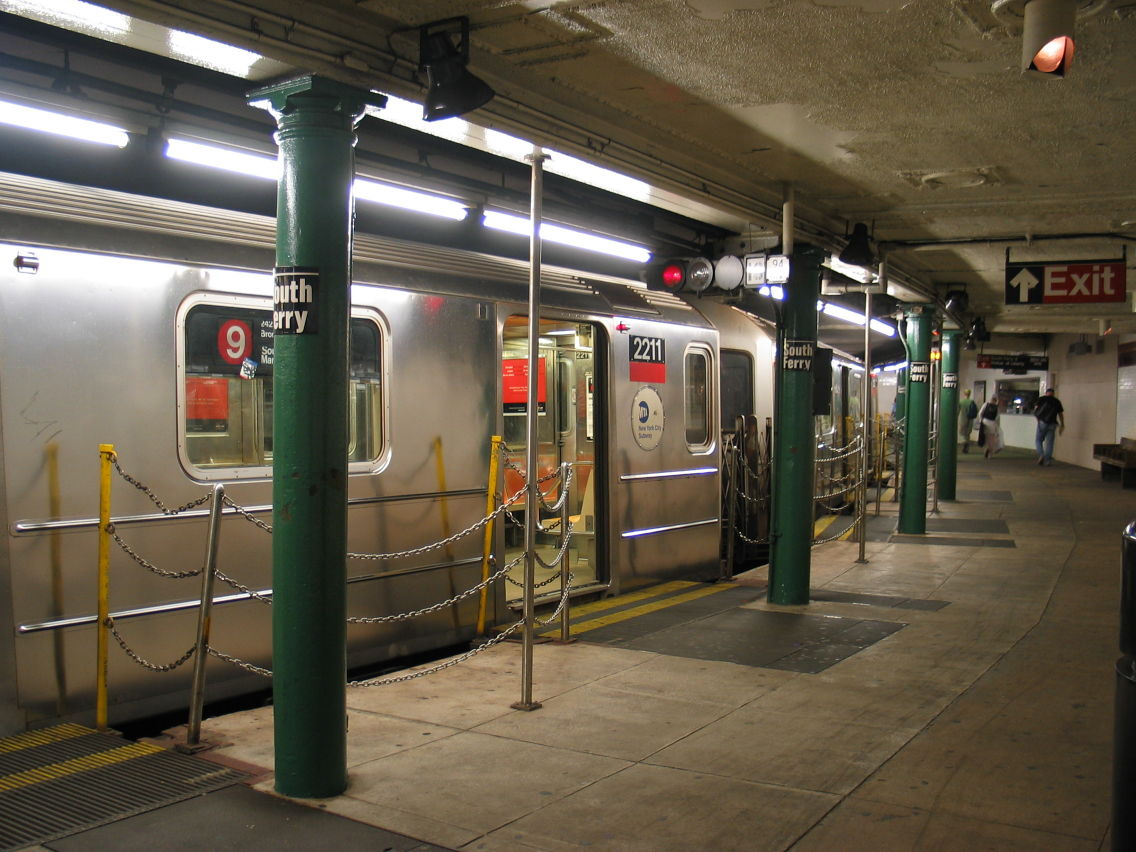
Stacja South Ferry – Whitehall Street
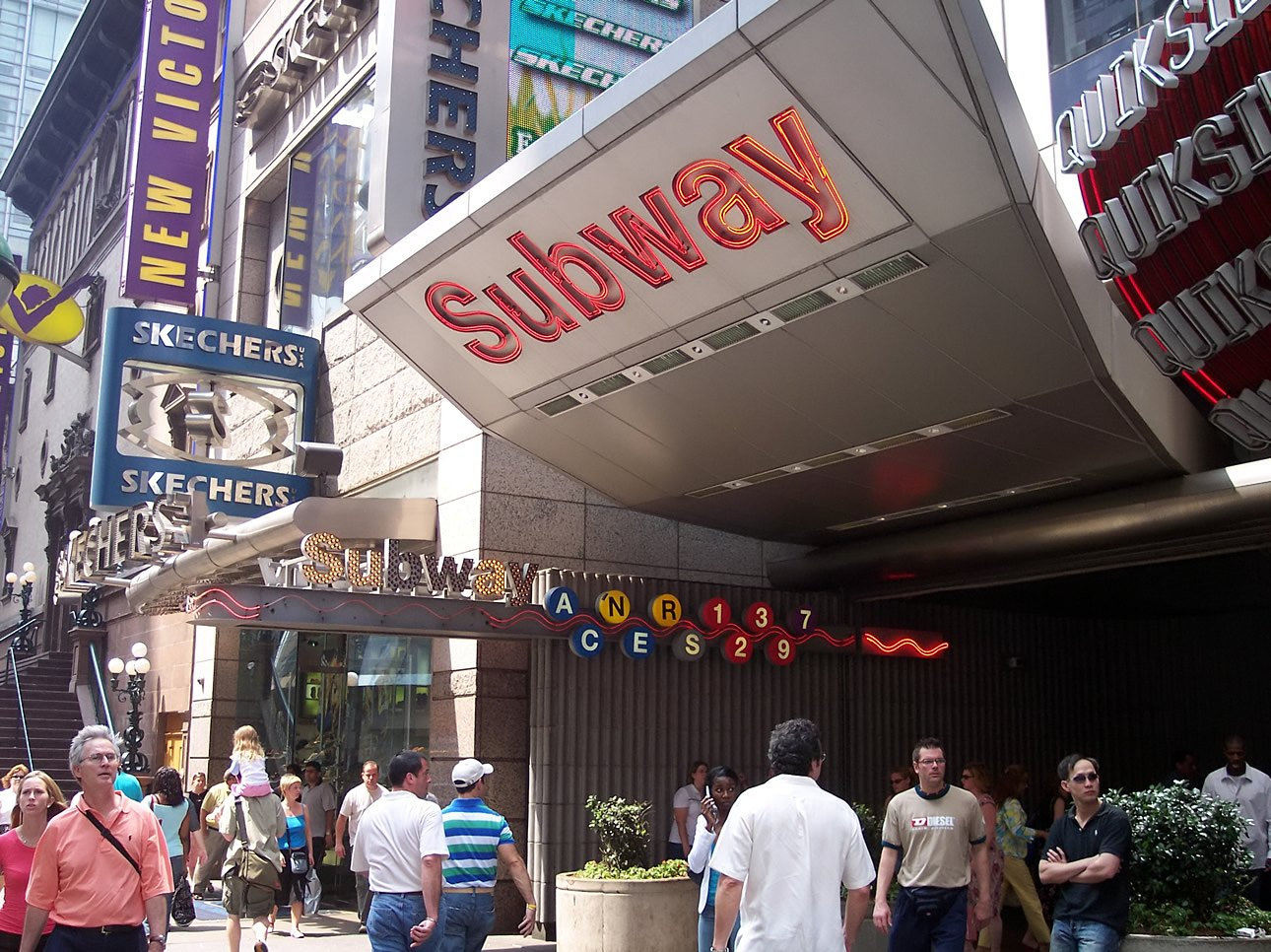
Wejście do stacji Times Square – 42nd Street
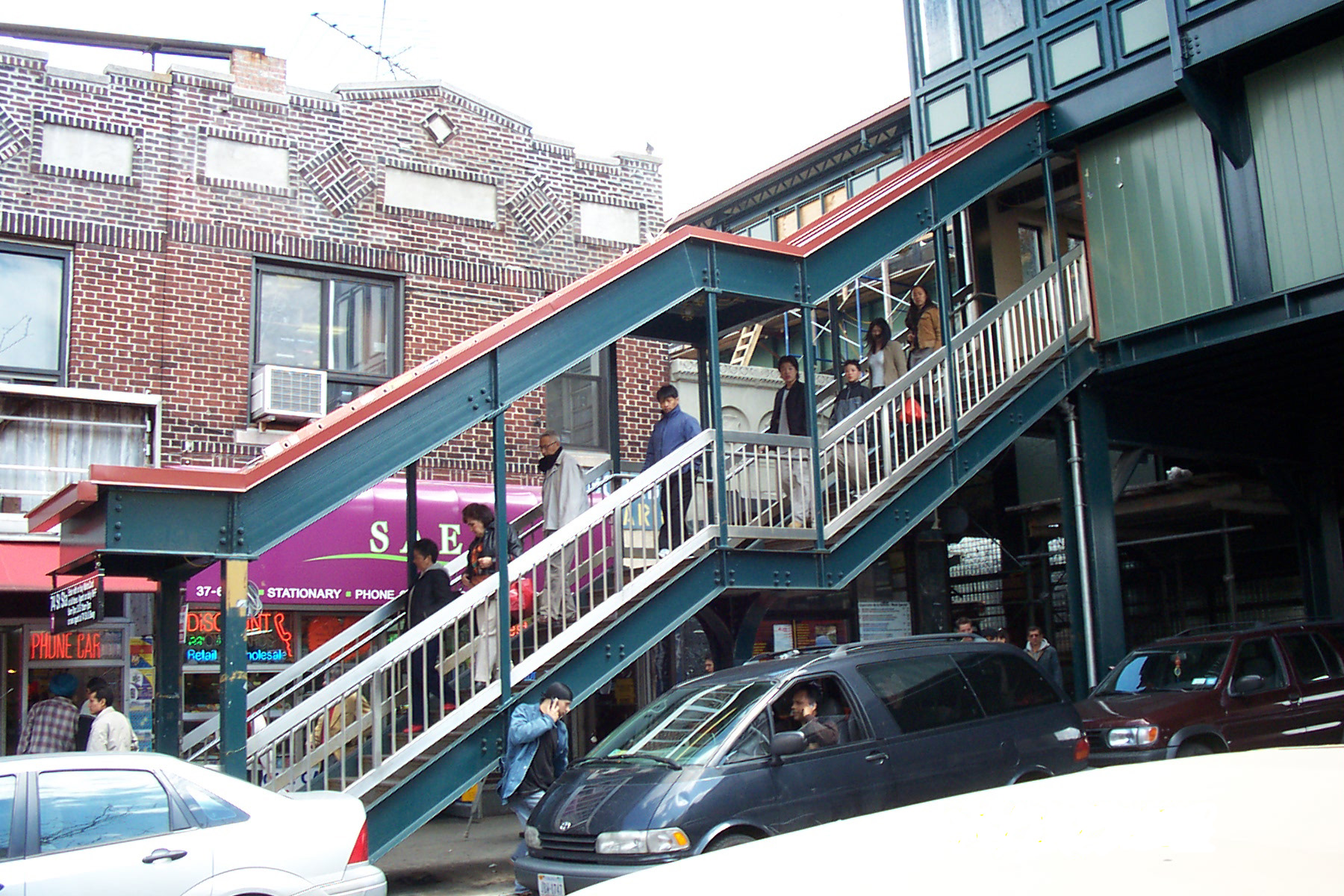
Wejście do stacji Roosevelt Avenue / 74th Street
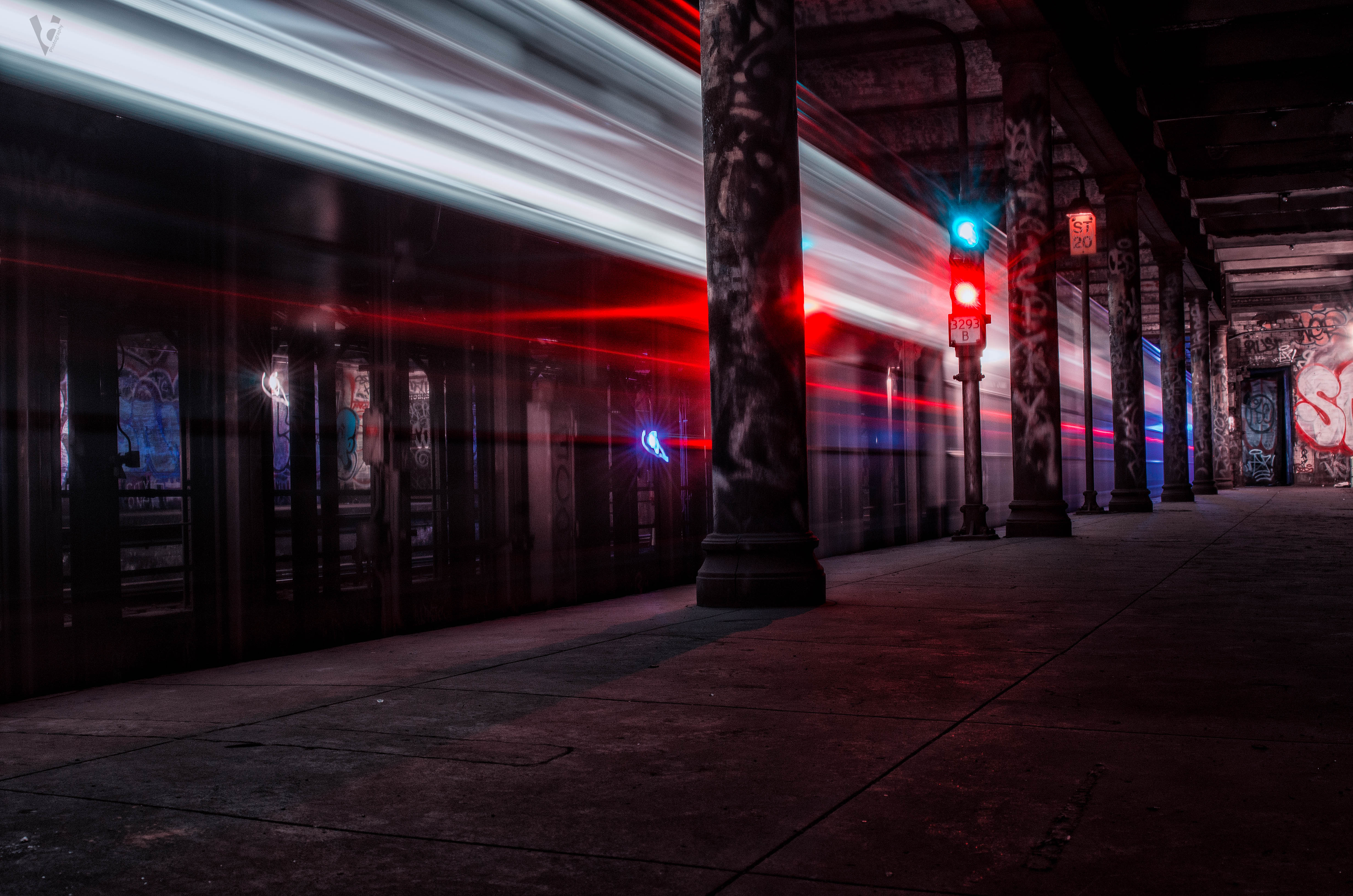
Nieczynna stacja 91st Street